# Георг Ернст фон дер Шуленбург
Георг Ернст фон дер Шуленбург (на немски: Georg Ernst Freiherr von der Schulenburg; * 31 октомври 1704, Хановер; † 31 януари 1765, Кала, Бремен) е фрайхер от род „фон дер Шуленбург“ от клон „Бялата линия“.

## Произход
Той е най-малкият син на фрайхер, генерал-лейтенант Александер IV фон дер Шуленбург (1662 – 1733) и София Шарлота Анна фон Мелвиле (1670 – 1724), дъщеря на генерал-майор Андреас фон Мелвиле (1624 – 1706) и Нимфе де Ла Шевалерие (* 1640). По-малък брат е на Ернст Август (1692 – 1743) и Фридрих Вилхелм II (1699 – 1764).
Георг Ернст фон дер Шуленбург умира на 60 години на 31 януари 1765 г. в Кала, Бремен.

## Фамилия
Георг Ернст фон дер Шуленбург се жени на 10 август 1736 г. за Доротея Сузана фон дер Шуленбург (* 18 август 1704; † 26 януари 1767, Щаде), дъщеря на чичо му Даниел Лудолф фон дер Шуленбург (1667 – 1741) и Йохана Сузана фон Дизкау (1674/1679 – 1736). Те имат децата:
- Еренгард Мария София (* 19 май 1737, Хамелн; † 6 декември 1786, Алтенхаузен), омъжена на 30 септември 1757 г. в Емден, Анхалт, за Александер Якоб фон дер Шуленбург (* 2 март 1710, Алтенхаузен; † 23 октомври 1775, Емден, Анхалт), внук на фрайхер Александер III фон дер Шуленбург (1616 – 1683) и Анна София фон Бисмарк (1645 – 1709), син на Август фон дер Шуленбург (1672 – 1722) и Катарина Елизабет Шенк фон Флехтинген (1678 – 1710)
- Йохана (1738 – 1796)
- Фридерика (1739 – 1820)
- Георг Даниел Ернст (1741 – 1803), женен за Каролина Елеонора фон Берлепш (1753 – 1786)
- Адолф (1742 – 1789)